# 海梅·戈麦斯
海梅·戈麦斯（西班牙語：Jaime Gómez，1929年12月29日—2008年5月4日），墨西哥男子足球运动员，司职守门员。他曾代表墨西哥国家队参加1958年和1962年国际足联世界杯，两届比赛均止步小组赛阶段。